# リチャード・ホワイト (第2代バントリー伯爵)
第2代バントリー伯爵リチャード・ホワイト（英語: Richard White, 2nd Earl of Bantry、1800年11月16日 – 1868年7月16日）は、アイルランド貴族。1854年から1868年までアイルランド貴族代表議員を務めた。

## 生涯
初代バントリー伯爵リチャード・ホワイトと妻マーガレット・アン（Margaret Anne、旧姓ヘア（Hare）、1779年 – 1835年1月19日、初代リストーエル伯爵ウィリアム・ヘアの娘）の息子として、1800年11月16日にコーク県セント・フィンバー（St. Finbarr）で生まれた。1819年4月22日、オックスフォード大学クライスト・チャーチに入学した。
1835年、コーク県長官を務めた。
1836年10月11日、メアリー・オブライエン（Mary O'Brien、1853年7月19日没、第2代トモンド侯爵ウィリアム・オブライエンの娘）と結婚した。
1851年5月2日に父が死去すると、バントリー伯爵位を継承した。
1854年、アイルランド貴族代表議員に選出された。貴族院では保守党に属した。
1868年7月16日にハンプシャーのエクスマス・ハウス（Exmouth House）で死去、弟ウィリアム・ヘンリー・ヘアが爵位を継承した。